# Воликов, Владимир Николаевич
Владимир Николаевич Воликов (род. 1953) — шахтёр, проходчик обособленного подразделения «Шахта „Комсомольская“» государственного предприятия «Антрацит», Луганская область, Герой Украины (2010).

## Биография
Родился 8 марта 1953 года.
В настоящее время является председателем Антрацитовской территориальной организации Профсоюза работников угольной промышленности Украины.
До этого работал бригадиром проходчиков «Шахта „Комсомольская“» ГП «Антрацит», г. Антрацит, Луганская область, Украина.

## Награды
- Герой Украины (с вручением ордена «Золотая Звезда», 21 августа 2010 года — за героический и многолетний самоотверженный шахтерский труд, достижение высоких производственных показателей в добыче угля)[1].
- Награждён орденом «За заслуги» III степени (2006)[2].
- Заслуженный шахтёр Украины (2003 год)[3]
- Награждён медалью «За заслуги перед Луганщиной» II степени[4].
- Полный кавалер знаков «Шахтёрская слава» и «Шахтёрская доблесть»